# Maisan, Norra Jeolla
Mai-san är ett berg i Sydkorea.   Det ligger i provinsen Norra Jeolla, i den centrala delen av landet, 200 km söder om huvudstaden Seoul. Toppen på Mai-san är 678 meter över havet, eller 178 meter över den omgivande terrängen. Bredden vid basen är 0,29 km.
Terrängen runt Mai-san är huvudsakligen kuperad, men den allra närmaste omgivningen är platt. Runt Mai-san är det ganska glesbefolkat, med 34 invånare per kvadratkilometer. Närmaste större samhälle är Jinan-eup, 3,5 km norr om Mai-san. I omgivningarna runt Mai-san växer i huvudsak blandskog.